# Franco tiratore (politica)
Secondo il moderno significato, in politica, il franco tiratore è colui che, approfittando del voto a scrutinio segreto, non segue le indicazioni del proprio partito o gruppo parlamentare cui appartiene.
A partire dagli anni cinquanta divenne una espressione gergale, quando l'espressione fu utilizzata per la prima volta secondo la definizione corrente. Di fatto, però, l'espressione conservò l'accezione di cecchino che, nascosto e dunque imprevisto, provoca danni ad una parte.
Durante la Rivoluzione cubana, Ernesto Che Guevara utilizzò lo pseudonimo El Francotirador (Il Franco tiratore) per il suo articolo intitolato El principio de la fin (L'inizio della fine), nella rubrica Sin bala en el directo (Senza colpo in canna), sul primo numero del giornale El Cubano Libre, ciclostilato e distribuito clandestinamente nelle zone della Sierra Maestra, dal novembre 1957 a metà dell'anno successivo.

## Nella prassi politica
Nel lessico politico italiano "franco tiratore" è chi, violando la disciplina del proprio partito o del proprio gruppo parlamentare, o dissentendo dalla linea ufficiale del proprio schieramento, vota come meglio ritiene, venendo meno alle indicazioni ricevute.
Le più frequenti manifestazioni dei franchi tiratori si sono verificate in Italia durante l'elezione del presidente della Repubblica o di componenti della Corte costituzionale o del Consiglio superiore della magistratura.
Celebri sono rimasti i franchi tiratori democristiani durante le elezioni del Presidente della Repubblica: per impedire l'avanzata di avversari interni al partito, essi chiusero la strada della presidenza a politici come Amintore Fanfani, Arnaldo Forlani e Cesare Merzagora; ma anche di altri partiti come Giuliano Vassalli o Carlo Sforza. Anche Giovanni Leone fu bloccato dai franchi tiratori nel 1964 ma riuscì a diventare presidente nel 1971. L'elezione di Romano Prodi al Quirinale il 19 aprile 2013 fu bloccata al quarto scrutinio da 101 franchi tiratori che, nel segreto dell'urna, votarono in maniera difforme a quanto concordato dalle segreterie dei partiti del centrosinistra che sostennero la sua candidatura. La conta dei grandi elettori del centrodestra, durante l'elezione del presidente della Repubblica il 28 gennaio 2022, sul nome di Maria Elisabetta Alberti Casellati evidenziò la presenza di 71 franchi tiratori che, nel segreto dell'urna, votarono in maniera difforme a quanto concordato dalle segreterie dei partiti del centrodestra.
Il fenomeno, tuttavia, si verificava anche durante le votazioni che riguardano leggi particolarmente controverse. Per limitarne l'incidenza, nel 1988 i regolamenti della Camera e del Senato furono riformati riducendo i casi in cui è previsto lo scrutinio segreto. Da un sistema che contemplava la possibilità dello scrutinio segreto per tutti i tipi di votazione e lo rendeva obbligatorio per i voti finali sui progetti di legge, si passò a un regime con il voto a scrutinio palese come regola per tutte le votazioni ad eccezione di quelle che riguardano le persone alla Camera e una procedura più complessa per il voto segreto al Senato. In entrambi i casi è escluso il voto segreto sulla legge finanziaria e su quelle che comunque prevedono spese o entrate. La riforma fu motivata con la necessità di non confondere i ruoli fra maggioranza e opposizione.